# Glicoproteína IIb/IIIa
A glicoproteína IIb/IIIa, também conhecida como integrina αIIbβ3, é uma proteína do grupo das integrinas encontrada em plaquetas. É um receptor para o fibrinogênio e auxilia na ativação plaquetária.